# Vaccaria
Vaccaria is een monotypisch geslacht van bloemplanten in de anjerfamilie. De enige soort die tot dit geslacht behoort is koekruid (Vaccaria hispanica).
Koekruid is een eenjarig kruid met blauw-grijze, wasachtige stengel en bladeren en lichtpurperen bloemen in ijle bijschermen.
De plant is inheems in Eurazië, maar kan in veel andere regio's gevonden worden als exoot of onkruid.